# Lea Michele
Lea Michele Sarfati (* 29. August 1986 in New York) ist eine US-amerikanische Sängerin und Schauspielerin. Sie tritt seit ihrer Kindheit in Musicals auf, vor allem in verschiedenen Broadway-Produktionen. In diesem Zusammenhang war sie mehrfach für Auszeichnungen nominiert. Von 2009 bis 2015 spielte sie eine Hauptrolle in der Serie Glee, für die sie mit dem Satellite Award und dem Screen Actors Guild Award ausgezeichnet wurde.

## Leben
Lea Michele wurde im New Yorker Stadtbezirk Bronx geboren. Ihre Eltern, eine italienische Katholikin und ein sephardischer Jude griechischer Herkunft, erzogen sie im Geiste beider Glaubensrichtungen. Sie ist in Tenafly, New Jersey aufgewachsen, wo sie auch die Highschool besuchte. Dort spielte sie Volleyball und war Mitglied im Debattierklub.
Im Alter von acht Jahren hatte sie ihren ersten Auftritt am Broadway als „junge Cosette“ in Les Misérables. Danach spielte sie von 1998 bis 2000 das „kleine Mädchen“, die Tochter der Figur Tateh in dem Musical Ragtime. Diese Rolle spielte sie zunächst in Toronto, dann auch am Broadway.
In ihrem letzten Jahr an der Highschool bewarb sie sich um eine Rolle in der Neuauflage des Musicals Fiddler on the Roof (Anatevka), wo sie von 2004 bis 2006 die Shprintze spielte. Daneben verkörperte sie die Anne Frank in dem auf deren Tagebuch basierenden Theaterstück. Sie hätte sie auch in das Collaborative Arts Project 21 der Tisch School of the Arts an der New York University aufgenommen werden können, entschied sich aber dafür, weiter aufzutreten.
Größere künstlerische Anerkennung brachte ihr die Rolle der Wendla in dem Rock-Musical Spring Awakening (Frühlings-Erwachen). Dort lernte sie Jonathan Groff kennen, der die Rolle des Melchior Gabor spielt. Die beiden sind seitdem befreundet. Sie spielte die Rolle im Frühjahr 2006 zunächst in der Off-Broadway-Produktion, dann auch am Broadway. Sie brachte ihr mehrere Nominierungen für Auszeichnungen ein, unter anderem für den Drama Desk Award. 2008 verließ sie die Produktion und ging nach Hollywood. Hier hatte sie im Les Misérables Concert in der Hollywood Bowl die Gelegenheit, als Éponine den Song On My Own zu singen.

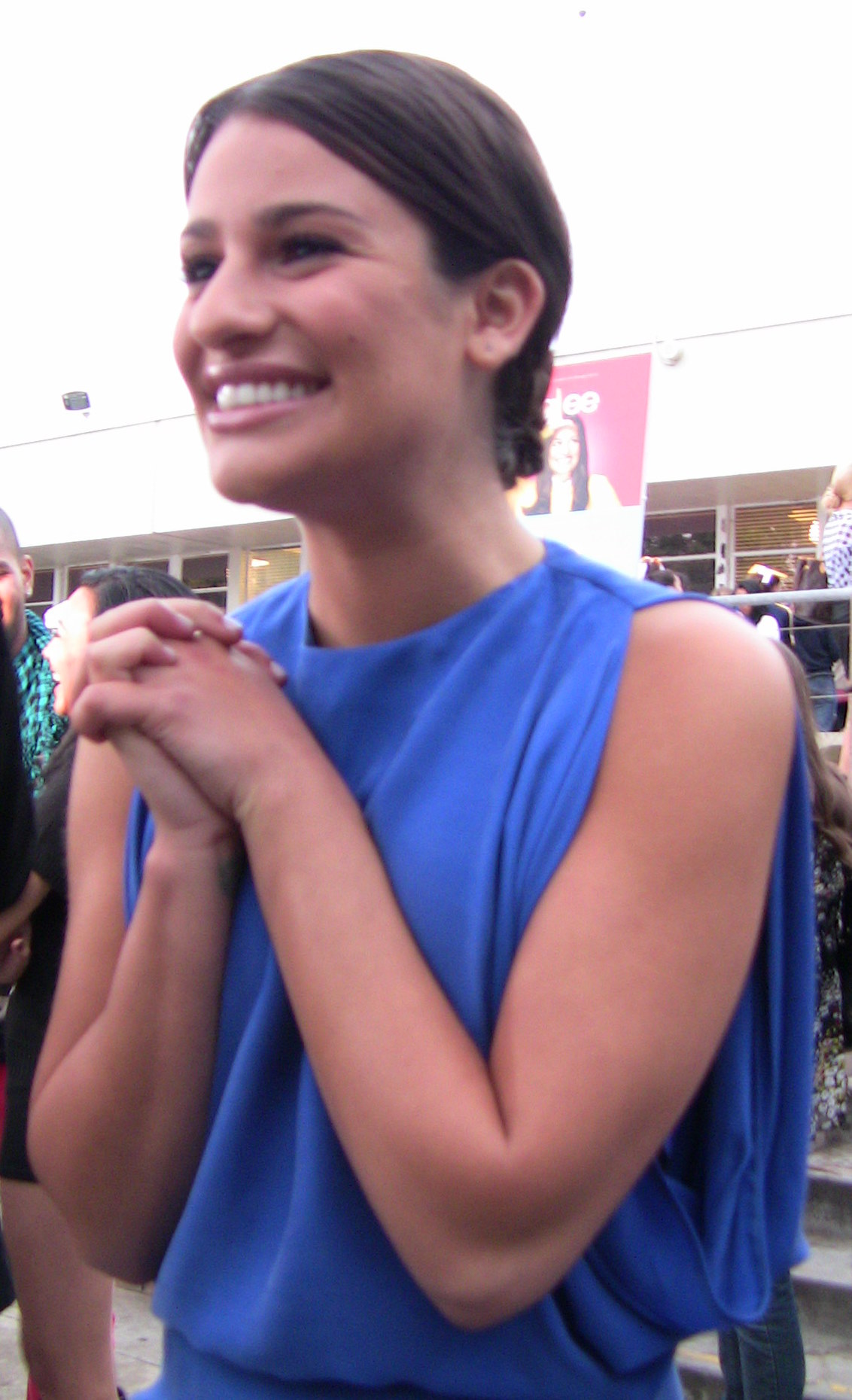
Lea Michele (2009)

Ihr Durchbruch kam mit der Rolle der Rachel Berry in der Fox-Serie Glee, die sie zwischen 2009 und 2015 spielte. Ryan Murphy, der Regisseur der Serie, hat die Rolle speziell für Michele geschrieben, nachdem er sie bei einer Aufführung von Spring Awakening kennengelernt hatte. Für diese Rolle wurde sie unter anderem für den Golden Globe Award und den Emmy nominiert und mit dem Satellite Award und dem Screen Actors Guild Award ausgezeichnet.
In der Serie spielen Show-Tunes, d. h. bekannte Songs aus Musicals eine große Rolle. In der Pilotfolge wählt Rachel für ihr Vorsingen On My Own aus, im Midseason-Finale der ersten Staffel reißt sie in einem Ausscheidungswettbewerb mit Don’t Rain On My Parade aus Funny Girl das Publikum zu Standing Ovations hin. Außerdem singt sie in einigen Episoden Duette mit anderen Musical-Stars, die Gastrollen spielen; so etwa Maybe This Time aus Cabaret mit Kristin Chenoweth oder I Dreamed a Dream aus Les Misérables mit Idina Menzel. Mit ihrem Glee-Kollegen Chris Colfer singt sie Defying Gravity aus Wicked. Dieses Duett ist auch auf der ersten Glee-CD enthalten.
2011 wirkte Michele in zwei Spielfilmen mit: In der romantischen Komödie Happy New Year von Regisseur Garry Marshall tritt sie in einer Nebenrolle auf. Sie leiht ihre Stimme der Titelfigur des Zeichentrickfilms Dorothy of Oz, einer Fortsetzung des Zauberers von Oz. Im Februar 2014 erschien ihr Debütalbum Louder mit den Singles Cannonball und dem Tribut-Song If You Say So, in dem Michele den Tod ihres Glee-Kollegen und Lebenspartners Cory Monteith verarbeitet, der im Juli 2013 tot aufgefunden wurde. Die zweite Single On My Way wurde im Mai 2014 veröffentlicht. Im selben Monat erschien ihr Buch Brunette Ambition. Ihr zweites Buch You First: Journal Your Way to Your Best Life folgte im September 2015. Von 2015 bis 2017 spielte sie eine an Skoliose leidende Studentin in der Fernsehserie Scream Queens. Im April 2017 erschien ihr zweites Album Places, zu dem Ellie Goulding und Linda Perry jeweils einen Titel beitrugen. Seit 2022 spielt sie die Fanny Brice im Revival des Musicals Funny Girl.

## Privates
Von April 2010 bis September 2011 war Michele mit dem Broadway-Schauspieler Theo Stockman liiert. Im Februar 2012 berichteten die Medien, dass sie in einer Beziehung mit dem Schauspieler Cory Monteith sei. Sie waren bis zu seinem Tod 2013 zusammen.
Im April 2018 gab Michele ihre Verlobung mit dem Geschäftsmann Zandy Reich bekannt. Sie heirateten im März 2019 in Napa. Sie haben zwei gemeinsame Kinder. Im August 2020 kam ihr Sohn und im August 2024 ihre Tochter zur Welt.

## Theater
- Funny Girl in der Hauptrolle als Fanny Brice (2022-)
- Spring Awakening als Wendla (2006–2008)
- Fiddler on the Roof als Shprintze (2004–2006)
- Ragtime als das kleine Mädchen (1998–2000)
- Les Misérables als junge Cosette, Éponine Thénardier (1995)
- The Diary of Anne Frank als Anne Frank (2004)

## Filmografie (Auswahl)
- 2000: Third Watch – Einsatz am Limit (Third Watch, Fernsehserie, Folge 1x19)
- 2008: Around the Block
- 2009–2015: Glee (Fernsehserie)
- 2010: Die Simpsons (The Simpsons, Fernsehserie, Folge 22x01 Elementary School Musical, Stimme)
- 2011: The Cleveland Show (Fernsehserie, Folge 2x11, Stimme)
- 2011: Glee on Tour – Der 3D Film (Glee: The 3D Concert Movie)
- 2011: Happy New Year (New Year's Eve)
- 2014: Legends of Oz: Dorothy’s Return
- 2014: Sons of Anarchy (Fernsehserie, Folge 7x06)
- 2015–2016: Scream Queens (Fernsehserie)
- 2017: Dimension 404 (Fernsehserie, Folge 1x01)
- 2017–2018: The Mayor (Fernsehserie)
- 2019: Same Time, Next Christmas

## Auszeichnungen
Drama Desk Award 2007
- Nominierung in der Kategorie Outstanding Actress in a Musical für Spring Awakening

Broadway.com Audience Award 2007
- Nominierung in der Kategorie Favorite Leading Actress in a Broadway Musical für Spring Awakening
- Nominierung in der Kategorie Favorite Female Breakthrough Performance für Spring Awakening
- Nominierung in der Kategorie Favorite Onstage Pair mit Jonathan Groff für Spring Awakening

New York Television Festival Award 2009
- New York Television Festival Award in der Kategorie Best Nonscripted Host or Star für Around the Block

Teen Choice Award 2009
- Nominierung in der Kategorie Choice TV Breakout Star: Female für Glee

Satellite Award
- Satellite Award in der Kategorie Best Performance by an Actress in a Musical or Comedy Television Series für Glee

Golden Globe Award 2010
- Nominierung in der Kategorie Best Actress in a Television Series – Musical or Comedy für Glee

Screen Actors Guild Award 2010
- Screen Actors Guild Award in der Kategorie Outstanding Performance by an Ensemble in a Comedy Series für Glee

NewNowNext Award 2010
- NewNowNext Award in der Kategorie Brink of Fame: Actor

Teen Choice Award 2010
- Nominierung in der Kategorie Choice TV Actress: Comedy für Glee

Emmy Award 2010
- Nominierung in der Kategorie Outstanding Lead Actress In A Comedy Series für Glee

Golden Globe Award 2011
- Nominierung in der Kategorie Best Actress in a Television Series – Musical or Comedy für Glee

People’s Choice Award 2012
- People’s Choice Award in der Kategorie Favorite TV Comedy Actress

Glamour Women of the Year Award 2012
- Glamour Women of the Year Award

Do Something Award 2012
- Do Something Award in der Kategorie DO SOMETHING TV Star: Female

Teen Choice Award 2012
- Teen Choice Award in der Kategorie Favorite TV Comedy Actress für Glee

People’s Choice Award 2013
- People’s Choice Award in der Kategorie Favorite TV Comedy Actress für Glee

Teen Choice Award 2013
- Teen Choice Award in der Kategorie Favorite TV Comedy Actress für Glee

People’s Choice Award 2014
- Nominierung in der Kategorie Favorite TV Comedy Actress
- People’s Choice Award in der Kategorie Favorite TV Gal Pals mit Naya Rivera für Glee